# القانون والمدينة
القانون والمدينة (بالكورية: 서초동)؛ هو مسلسل تلفزيوني كوري جنوبي، من بطولة لي جونغ-سوك، مون جا يونغ، كانغ يو-سوك، ريو هاي-يونغ، ايم سيونغ-جاي. يروي قصة عن المحامين الذين يذهبون للعمل في مدينة سوتشو القضائية. الدراما كتبها المحامي لي سونغ هيون، وتصور قصصًا واقعية بالإضافة إلى نمو المحامين أثناء تعاملهم مع القضايا التي يمكن أن تحدث في الحياة اليومية. عرض على قناة تي في إن في 5 يوليو الى 10 أغسطس 2025، وتم بثه فترة السبت والأحد الساعة 21:50 بتوقيت (KST).

## القصة
تدور أحداث المسلسل حول الأعضاء الخمسة يعرفوا انفسهم "المحامون المنتقمون" وهم اهن جو-هيونغ، كانغ هي-جي، جو تشانغ-وون، باي مون-جونغ، كيم سانغ-كي، الذين يتشاركون استراحات الغداء الثمينة معًا ويعملون في مدينة سيوتشودونغ.

## طاقم
- لي جونغ سوك في دور آن جو هيونغ[2]

محامٍ ذو خبرة تسع سنوات يتمتع بمستوى عالٍ من المنطق القائم على الحقائق، ويعمل في شركة كيونغ-مين للمحاماة.
- مون جا يونغ في دور كانج هي جي[3]

محامية في السنة الثانية بمكتب جوهرة للمحاماة. وهي شخص يعيش على اعتقاد مفاده أن "إذا غيرت حياة فرد واحد، فإنك تغير عالم ذلك الفرد".
- كانغ يو سيوك في دور جو تشانغ وون[4]

العضو الثرثار في المجموعة، الذي يخرج دائمًا للعمل ويقضي الوقت وكأنه ذاهب إلى تجمع.
- ريو هيه يونغ في دور باي مون جونغ[5]

محامية، في نفس مكتب المحاماة الذي يعمل فيه جو هيونغ. بصفتها قائدة المجموعة، فهي الشخص الأكثر لطفًا مع الآخرين مع امتلاكها لسلوك قاسٍ وطبيعة تنافسية شديدة تدفعها للفوز في كل مرة.
- إيم سيونغ جاي في دور كانغ سانغ كي[4]

رجل طيب القلب. إنه تجسيد للرأسمالية، فهو مشغول بالعمل ومتوتر بسبب الناس، لكنه سعيد عندما يأتي المال. يدير مدونة مطاعم تسمى "طاولة المحامي" وينشر بدقة الوجبات التي تناولها في اجتماعاته.

## المشاهدات
| الموسم | الموسم | رقم الحلقة | رقم الحلقة | رقم الحلقة | رقم الحلقة | رقم الحلقة | رقم الحلقة | رقم الحلقة | رقم الحلقة | رقم الحلقة | رقم الحلقة | رقم الحلقة | رقم الحلقة | المتوسط |
| الموسم | الموسم | 1          | 2          | 3          | 4          | 5          | 6          | 7          | 8          | 9          | 10         | 11         | 12         | المتوسط |
| ------ | ------ | ---------- | ---------- | ---------- | ---------- | ---------- | ---------- | ---------- | ---------- | ---------- | ---------- | ---------- | ---------- | ------- |
|        | 1      | 1.155      | 1.293      | 1.108      | 1.472      | 1.346      | 1.486      | 1.331      | 1.309      | 1.338      | 1.524      | 1.570      | 1.760      | 1.391   |

| الحلقة | تاريخ البث    | تقييمات (نيلسن كوريا) | تقييمات (نيلسن كوريا) |
| الحلقة | تاريخ البث    | على الصعيد الوطني     | سيئول                 |
| ------ | ------------- | --------------------- | --------------------- |
| 1      | 5 يوليو 2025  | 4.614%                | 4.789%                |
| 2      | 6 يوليو 2025  | 5.122%                | 5.079%                |
| 3      | 12 يوليو 2025 | 4.411%                | 4.562%                |
| 4      | 13 يوليو 2025 | 5.599%                | 5.590%                |
| 5      | 19 يوليو 2025 | 5.386%                | 5.749%                |
| 6      | 20 يوليو 2025 | 6.111%                | 6.148%                |
| 7      | 26 يوليو 2025 | 5.693%                | 5.672%                |
| 8      | 27 يوليو 2025 | 5.782%                | 5.682%                |
| 9      | 2 أغسطس 2025  | 5.498%                | 5.788%                |
| 10     | 3 أغسطس 2025  | 6.058%                | 6.588%                |
| 11     | 9 أغسطس 2025  | 6.391%                | 6.592%                |
| 12     | 10 أغسطس 2025 | 7.705%                | 7.502%                |
| متوسط  | متوسط         | _                     | _                     |

## الإنتاج
المسلسل من إخراج بارك سونغ وو الذي عمل على أحترس (2017)، الربيع القادم (2019)، كايروس (2020)، أداماس (2022)، وكتبه لي سونغ هيون، وهو محام، من تخطيط استوديوهات سي جاي اي ان ام وانتاجه من قبل شركة الإنتاج تشوروكبايم ميديا.

### تصوير
بدأ التصوير الرئيسي في نهاية عام 2024، ومن المقرر أن يتم بثه في عام 2025.

## روابط خارجية
- الموقع الرسمي
 (بالكورية)
- القانون والمدينة على هانسينما